# Pihlajavesi (Saimen)
Pihlajavesi är en sjö i Finland. Den ligger i kommunen Nyslott i landskapet Södra Savolax, i den sydöstra delen av landet, 270 km nordost om huvudstaden Helsingfors. Pihlajavesi är en del av Saimen och ligger liksom denna ligger 75,7 meter över havet. Den är 72 meter djup. Arean är 712,59 kvadratkilometer och strandlinjen är 3 628,65 kilometer lång. Sjön  ingår i Vuoksens huvudavrinningsområde. 